# مانون فلیر
مانون فلیر (به انگلیسی: Manon Flier) (زاده ۸ فوریه ۱۹۸۴ در افریسل) بازیکن والیبال اهل هلند، عضو تیم ملی والیبال زنان هلند و باشگاه ایگتایسادچی باکو است. مانون در سال ۲۰۰۷ به همراه هلند مدال طلا قهرمانی جایزه بزرگ جهان را به گردن آویخت و به عنوان باارزشترین بازیکن این دوره از مسابقات جایزه بزرگ جهان انتخاب شد.

## افتخارات و جوایز

### شخصی
- باارزشترین بازیکن جایزه بزرگ جهان ۲۰۰۷
- امتیازآورترین بازیکن جایزه بزرگ جهان ۲۰۰۹
- بهترین سرویس زن بازیکن جایزه بزرگ جهان ۲۰۰۹
- بهترین مدافع وسط روی تور جایزه بزرگ جهان ۲۰۰۹
- باارزشترین بازیکن قهرمانی اروپا ۲۰۰۹
- بهترین سرویس زن سوپر لیگ آذربایجان ۲۰۱۴